# Carl Haase (Astronom)
Carl Haase, auch Johann Karl Wilhelm Haase (geboren am 9. Dezember 1817 in Hannover; gestorben am 23. März 1877 in Osnabrück), war ein deutscher Jurist, Kriegsrat, Regierungsrat, Ministerialbeamter und Astronom.

## Leben
Carl Haase wuchs in Hannover auf. Nach dem Besuch des Kaiser-Wilhelm- und Ratsgymnasium Hannover studierte er Rechtswissenschaften an der Georg-August-Universität Göttingen und arbeitete ab 1841 in unterschiedlichen juristischen Stellungen in Bleckede, Ilten und Stade.
1854 übernahm er die Stellung als Kriegsrat im hannoverschen Kriegsministerium und errichtete 1855 in Hannover eine in den Astronomischen Nachrichten beschriebene Privat-Sternwarte.

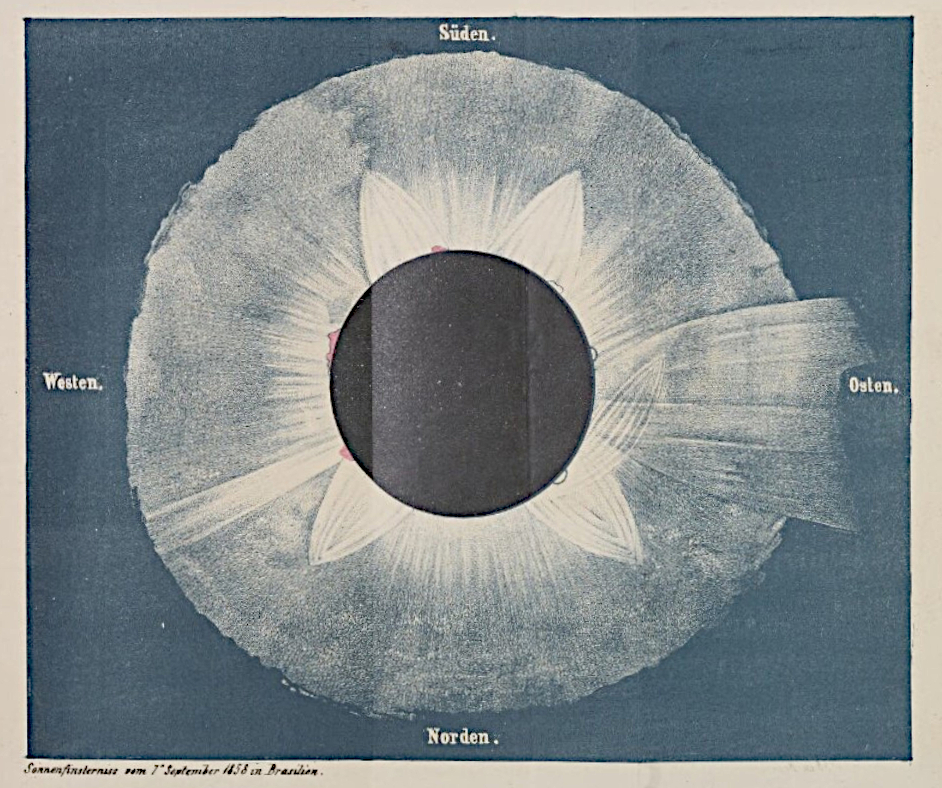
Sonnenfinsternis vom 7. September 1858 in Brasilien;
Farblithografie, von Haase 1860 über die Hahnsche Buchhandlung publiziert

Am 18. Juli 1860 beobachtete er in Spanien gemeinsam mit dem Astronomen Wilhelm Klinkerfues die totale Sonnenfinsternis in Valencia.
Haase war Mitglied der Naturhistorischen Gesellschaft Hannover sowie eines der ersten Mitglieder der Astronomischen Gesellschaft.
1864 übersetzte Haase die von Carl Friedrich Gauß in Latein verfasste Theoria motus corporum coelestium ... („Theorie der Bewegung der Himmelskörper“) ins deutsche.
1864 bis 1866 wirkte Haase bei der Bundes-Militär-Commission in Frankfurt am Main.
1866 wohnte Haase – er war zuvor für seine Verdienste von König Georg V. mit der Verleihung des Guelphen-Ordens Vierter Klasse ausgezeichnet worden – im Haus unter der noch aus der Zeit der Stadtbefestigung Hannovers stammenden Adresse Contre-Escarpe 10.
Ab 1868 arbeitete Carl Hase als preußischer Regierungsrat in Osnabrück, wo er wenige Monate vor Erreichen seines 60. Lebensjahres verstarb.

## Schriften (Auswahl)
mit Astronomiebezug:
- Schreiben des Herrn Kriegsraths Haase an den Herausgeber, datiert 14. Januar 1857, versandt aus der Haases Wohnung Ludwigs-Strasse No. 3, in: Astronomische Nachrichten, Bd. 45 (Ausgabe 10 vom Februar 1857), S. 157 (online-Digitialisat).
- Die Sonnenfinsterniss. Populär beschrieben, nebst erläuternden Angaben für die totale Finsterniss am 18. Julius 1860. Mit 21 Holzschnitten und einem lithographischen Farbendrucke, Hannover: Hahn'sche Hof-Buchhandlung, 1860 (Digitalisat).
  - Rezension: Astronomische Notizen, in: Frankfurter Nachrichten, No. 79 vom 6. Juli 1860 (Google-Books).
- Beobachtungen der Sonnenfinsternis vom 18. Juli 1860 zu Valencia, in: Astronomische Nachrichten, Bd. 54 (1861), Nr. 1294, Sp. 339–344 (Digitalisat).
- Theorie der Bewegung der Himmelskörper, welche in Kegelschnitten die Sonne umlaufen. Carl Meyer, Hannover 1865 (deutsche Übersetzung von Theoria motus corporum coelestium in sectionibus conicis solem ambientium. 1809, von Carl Haase; archive.org. Reprint: Verlag Kessel, 2009, ISBN 978-3-941300-13-2).
  - Rezension von Eduard Heis (Red.): Wochenschrift für Astronomie, Meteorologie und Geographie, Neue Folge 8. Jahrgang (= Astronomische Unterhaltungen, 19. Jhrg.) (Ausgabe 32 vom 9. August 1865), S. 256 u. ö. (Digitalisat).

mit staatlichem Bezug:
- Das Hannoversche Militair-Pensionswesen. Dargestellt und mit Genehmigung des Königlichen Kriegs-Ministerii herausgegeben von C. Haase, Königlich-Hannoverschem Kriegsrathe, Hannover: Carl Meyer, 1854; Digitalisat

## Archivalien
Archivalien von und über Carl oder Karl Haase finden sich beispielsweise
- im Geheimen Staatsarchiv Preußischer Kulturbesitz (GStA PK) unter dem Titel Haase, Karl, Regierungsrat, hannoverscher Kriegsrat. Tochter: Minna Haase für die Laufzeit von 1892 bis 1919 im Kontext Offizierswitwenkasse und andere militärische Versorgungsstellen, Findbuch IV. HA, Rep. 7, Überschrift 08.08 Buchstabe H, Bestellsignatur IV. HA, Rep. 7, Nr. 834 (Registratur- / Altsignatur $10$. HA, Rep. 101, Nr. 834)[6]